# Kerncentrale Saint-Laurent
De kerncentrale Saint-Laurent (Saint-Laurent des Eaux Centrale) ligt in de gemeente Saint-Laurent-Nouan in het arrondissement Blois aan de rivier de Loire.
De centrale heeft twee (A) inactieve UNGG-reactoren (Uranium Naturel Graphite Gaz) en twee (B) actieve drukwaterreactoren (PWR).
Op beide UNGG-reactoren heeft een gedeeltelijke kernsmelting plaatsgevonden, incidenten van INES-schaal 4 achtereenvolgens in 1969 en 1980.
| reactorblok      | reactortype  | vermogen | begin bouw | inbedrijfname | stillegging |
| ---------------- | ------------ | -------- | ---------- | ------------- | ----------- |
| Saint-Laurent-A1 | UNGG-reactor | 480 MW   | 1963       | 1969          | 1990        |
| Saint-Laurent-A2 | UNGG-reactor | 515 MW   | 1966       | 1971          | 1992        |
| Saint-Laurent-B1 | PWR          | 915 MW   | 1976       | 1983          |             |
| Saint-Laurent-B2 | PWR          | 915 MW   | 1976       | 1983          |             |

## Externe link

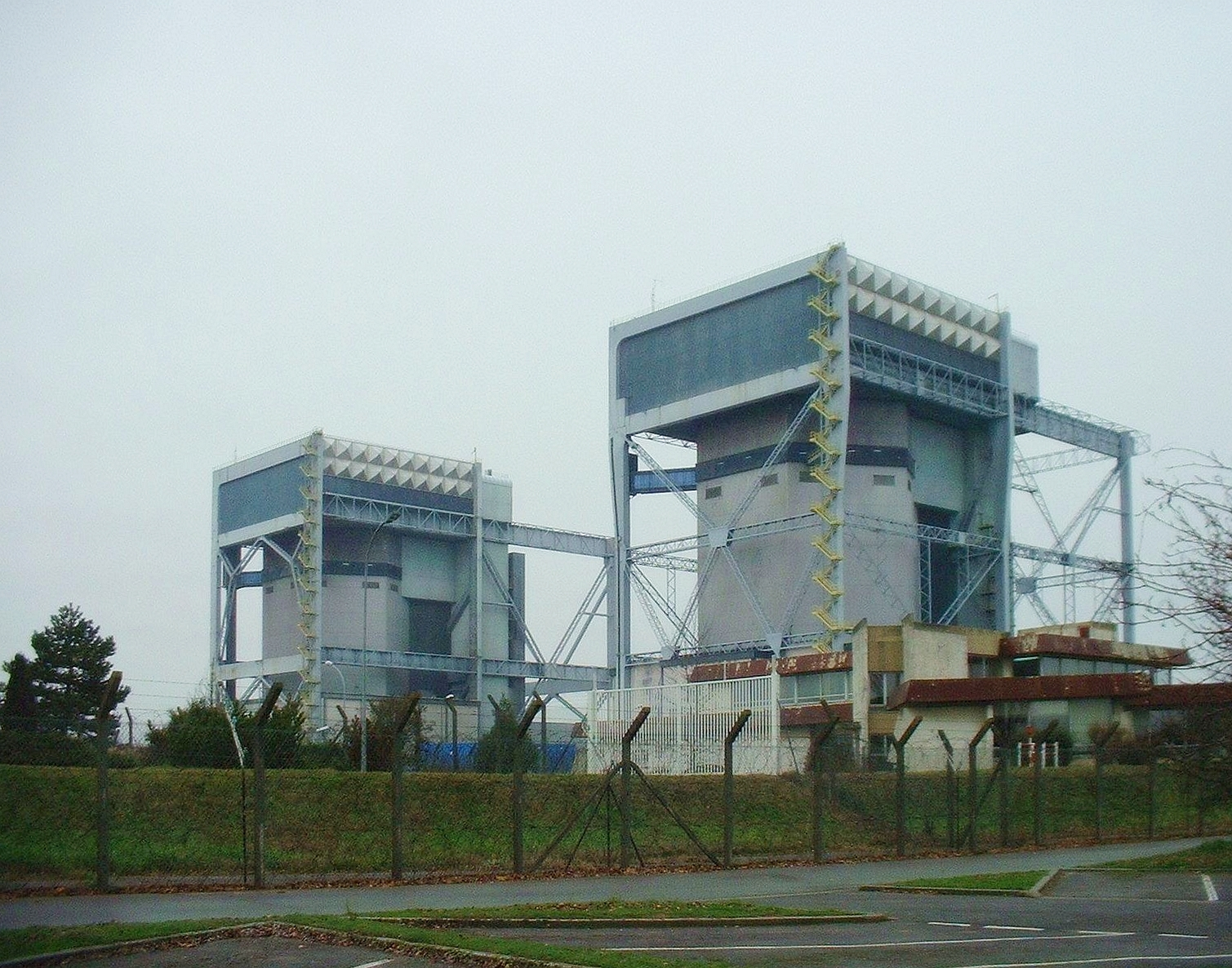
stilgelegde UNGG-reactoren A1 en A2